# Гаврилов, Александр Григорьевич
Александр Григорьевич Гаврилов (20.06.1927 — май 2008) — депутат Верховного совета СССР VIII-го созыва (1970—1974) от Крымской области, директор ОАО Племзавод «Славное» в Раздольненском районе. Участник Великой Отечественной войны, заслуженный работник сельского хозяйства Украинской ССР, почетный член Крымской Академии наук. Герой Социалистического Труда (1990).

## Биография
Александр Григорьевич Гаврилов родился 20 июня 1927 года в селе Чуфилово, Тумского района Рязанской области.
В 1944 году призван в ряды СА, служил до декабря 1955 года, в 1952 году окончил военно-политические курсы Черноморского флота в Севастополе.
В декабре 1955 года демобилизовался из рядов ВС и избран освобожденным секретарем комсомольской организации совхоза «Черноморский», Черноморского района, 1957—1960 гг. — слушатель Советско-партийной школы в городе Одесса, после окончания избран освобожденным секретарем партийной организации совхоза «Каракуль» Черноморского р-на с мая 1962 года по июль 1963 избран секретарем партийной организации совхоза «Межводное» Черноморского района.
В июне 1963 года назначен директором совхоза «Славное», работая директором, закончил заочно ВПШ при ЦК КПСС (1960—1965), получил высшее образование и специальность руководителя сельхозпроизводства.
Избирался депутатом Совета Союза Верховного Совета СССР 8-го и 9-го (1970—1978), неоднократно избирался депутатом районного совета. В июне 1983 совхоз преобразован в племовцесовхоз, а с сентября 1984 года в госплемзавод «Славное»
В 1987 году за заслуги в хозяйственном и культурном строительстве, высокие достижения в социалистическом соревновании и в честь 70-летия ВОСР присвоено почетное звание «Заслуженный работник сельского хозяйства Украинской ССР».
Решением Госкомитета по народному образованию от 4 июля 1991 года Гаврилову присвоено ученое звание доцента кафедры организации и управления агропромышленного комплекса Крымского СХИ им Калинина. Решением ученого совета Крымского СХИ от 13 июля 1995 года протоколом № 7 Гаврилову А. Г. присвоено ученое звание профессора кафедры управления и организации.
11 апреля 1997 года Гаврилов А. Г. избран почетным членом Крымской Академии Наук.
В мае 2008 года, на 81 году жизни скончался.

## Награды и звания
- Орден Трудового Красного Знамени (1966),
- Орден Ленина (1971),
- Орден Октябрьской Революции (1973),
- Герой Социалистического Труда — указом № 230 Президента СССР Михаила Сергеевич Горбачёва «О присвоении звания Героя Социалистического Труда работникам агропромышленного комплекса Украинской ССР» от 7 июня 1990 года «за выдающиеся успехи в развитии сельского хозяйства, большой личный вклад в увеличение производства и продажи государству сельскохозяйственной продукции на основе применения интенсивных технологий и передовых методов организации труда»[7].
- шесть медалей.